# 威爾伯頓鎮區 (伊利諾伊州費耶特縣)
威爾伯頓鎮區（英語：Wilberton Township）是位於美國伊利諾伊州費耶特縣的一個行政鎮區。

## 地方資料
根據2010年美國人口普查的數據，威爾伯頓鎮區的面積為92.00平方千米，當中陸地面積為91.95平方千米，而水域面積為0.05平方千米。當地共有人口499人，而人口密度為每平方千米5.42人。